# Beretta Holding
A Beretta Holding S.A. é uma holding italiana, fundada em 1995, que produz armas leves, roupas e acessórios, ópticas e miras laser.

## Histórico
Criada à partir da Fabbrica d'Armi Pietro Beretta, a Beretta Holding detém participações diretas ou indiretas nas 26 empresas operadoras que hoje fazem parte do grupo e é líder no ramo de armas pequenas, voltadas para o esporte, para a caça e para defesa pessoal.
O Grupo, por meio das duas aquisições das empresas "Burris" e "Steiner", também ingressou no setor de ótica e binóculos. Durante 2012, foi concluída a aquisição da "Laser Devices" (agora "Steiner eOptics"), empresa especializada na produção e comercialização de miras laser e lanternas táticas, enquanto em 2015 duas outras empresas aderiram ao grupo, a "STS" e "Diffraction" (agora também parte da "Steiner eOptics"), especializada na produção de sofisticados óculos de visão noturna e dispositivos especiais de sinalização chamados "beacons".

## Marcas e empresas
- Fabbrica d'Armi Pietro Beretta S.p.A.
- Benelli Armi SpA
- Aldo Uberti
- Meccanica Del Sarca S.p.A.
- Franchi S.p.A.
- SAKO
- Steiner-Optik
- Steiner eOptics
- Tikka
- Beretta Usa Corp.
- Stoeger Industries
- Burris Optics
- Beretta Defense Technologies (BDT)